# Référendum constitutionnel birman de 1973
Le référendum constitutionnel birman de 1973 s'est tenu le 15 décembre. La nouvelle constitution du pays a été approuvée par 94,5 % des votants, avec une participation rapportée à 95,5 %.

## Résultats
| Choix                           | Votes      | %     |
| ------------------------------- | ---------- | ----- |
| FPour                           | 13,312,801 | 94.45 |
| Contre                          | 781,559    | 5.55  |
| Invalide ou blanc               |            | –     |
| Total                           | 14,094,360 | 100   |
| Votes enregistrés/participation | 14,760,036 | 95.49 |
| Source: Direct Democracy        |            |       |